# Município de Rootstown (condado de Portage, Ohio)
O município de Rootstown (em inglês: Rootstown Township) é um município localizado no condado de Portage no estado estadounidense de Ohio. No ano de 2010 tinha uma população de 8.225 habitantes e uma densidade populacional de 116,82 pessoas por km².

## Geografia
O município de Rootstown encontra-se localizado nas coordenadas 41° 05′ 37″ N, 81° 15′ 02″ O. Segundo o Departamento do Censo dos Estados Unidos, o município tem uma superfície total de 70.41 km², da qual 68.43 km² correspondem a terra firme e (2.81%) 1.98 km² é água.

## Demografia
Segundo o censo de 2010, tinha 8.225 habitantes residindo no município de Rootstown. A densidade populacional era de 116,82 hab./km². Dos 8.225 habitantes, o município de Rootstown estava composto pelo 96.27% brancos, o 1.05% eram afroamericanos, o 0.12% eram amerindios, o 0.84% eram asiáticos, o 0.06% eram insulares do Pacífico, o 0.21% eram de outras raças e o 1.46% pertenciam a duas ou mais raças. Do total da população o 0.91% eram hispanos ou latinos de qualquer raça.